# Tiltjeburen
Tiltjeburen (Fries: Tiltsjebuorren) is een buurtschap in de gemeente Noardeast-Fryslân, in de Nederlandse provincie Friesland. Tiltjeburen ligt ten zuiden van Hantumeruitburen en ten noorden van Dokkum. De buurtschap ligt aan de Hantumerwei en de Droppingwei. Het oude riviertje de Peasens loopt door de buurtschap. Op dit riviertje sluit bij de Droppingwei de Aalsumervaart aan.

## Geschiedenis
De buurtschap Tiltjeburen is ontstaan als een buurtje bij een kleine brug over de Paesens. Het buurtje was toen nog onderdeel van de buurtschap De Marren. Het buurtje had een vergelijkbare naam als Tilburen bij Oostrum even verderop. Til is in het Oud-Fries een vaste brug.
De Marren stond in de 18e en 19e eeuw als buurtschap te boek. Dat begon in de eerste helft van de twintigste eeuw te veranderen, omdat een deel van de huizen waaruit de buurtschap bestond verdween. De Marren werd zo meer een veldnaam. De bebouwing aan de Hantumerwei nam in de jaren 20 en 30 enigszins toe. Tijdens de Tweede Wereldoorlog werden bij Aalsum aan de andere kant van de Peasens onder meer wapens gedropt. De boerderij waarbij dit gebeurde kreeg de naam Droppinghiem. In de jaren 80 van twintigste eeuw werd de wegverbinding met Droppinghiem verbroken en werd die juist verbonden met Tiltjeburen.
Pas daarna werd Tiltjeburen als buurtschap gezien. Bij de buurtschap werd op de weg vanuit het noorden op 15 juni 2013 een plaatsnaambord geplaatst.

## Monument en recreatie
Bij de oude droppingsplaats staat bij het middelste huis het oorlogsmonument Droppinghiem. Het monument maakt deel uit van de Friese Tulpenroute, als een aangegeven rustpunt. De buurtschap kent ook een bushalte, waardoor de buurtschap een begin of eindpunt is voor wandelaars voor onder meer de Groene Wissel Dokkum. Het Friese Woudenpad voert langs de buurtschap.
Steden, dorpen en gehuchten: Aalsum · Anjum · Augsbuurt · Birdaard · Blija · Bornwird · Brantgum · Burum · Dokkum · Ee · Engwierum · Ferwerd · Foudgum · Genum · Hallum · Hantum · Hantumeruitburen · Hantumhuizen · Hiaure · Hogebeintum · Holwerd · Janum · Jislum · Jouswier · Kollum · Kollumerpomp · Kollumerzwaag · Lichtaard · Lioessens · Marrum · Metslawier · Munnekezijl · Moddergat · Morra · Nes · Niawier · Oosternijkerk · Oostmahorn · Oostrum · Oudwoude · Paesens · Raard · Reitsum · Ternaard · Triemen · Veenklooster · Waaxens · Wanswerd · Warfstermolen · Westergeest · Wetsens · Wierum · Zwagerbosch

Buurtschappen: Abbewier · Bartlehiem (deels) · Beintemahuis · Betterwird · Bollingawier · Bonte Hond · Bornwirdhuizen · Boteburen · Brandeburen · De Dellen · De Keegen · De Kolk · De Leegte · De Rijp · De Wirden · De Schans · Dijkshorne · Dokkumer Nieuwe Zijlen · Drieboerehuizen · Ezumazijl · Groot Medhuizen · Halfweg · Hallumerhoek · Hanenburg · Hantumerhoek · Huis ter Noord · Kettingwier · Klein Medhuizen · Kletterbuurt · Kollumeroudzijl · Krabburen · Laagland · Lutkewier · Molenbuurt · Nieuwland · Oudeterp · Oudwouderzijlen · Reidswal · Scharnehuizen · Stiem · Teerd · Teijeburen · Tergracht (deels) · Ter Lune · Tibma · Tilburen · Tiltjeburen · Vaardeburen · Veldburen · Vijfhuizen (Hallum) · Vijfhuizen (Ternaard) · Visbuurt · Weerdeburen · Westerburen · Westernijkerk · Wie · Wijgeest · Zevenhuizen

Streken: 't Schoor · Galilea · It Paradyske · Lutkelaard · Sibrandahuis · Steenharst · Steenvak · Wildpad (deels) · Zandbulten · Zwagerveen

Friesland: Steden en dorpen      Nederland: Provincies · Gemeenten